# Stallion (Automarke)
Stallion war eine US-amerikanische Automarke.

## Markengeschichte
Zu dieser Marke gibt es widersprüchliche Angaben. Belegt ist, dass die erste öffentliche Präsentation am 18. August 1977 auf der California state fair in Sacramento stattfand. Dort wurden auch die ersten beiden Fahrzeuge verkauft.
Die Internetseite Allcarindex gibt den folgenden Verlauf an: Eagle American hatte seinen Sitz in Lincoln in Kalifornien. Jim Kellison und Mike Grant fertigten zwischen 1976 und 1978 Automobile und Kit Cars. Eine einzige Quelle meint allerdings, dass der Markenname analog zur Firmierung Eagle American lautete und Stallion nur der Modellname war. Red Stallion Ltd. wurde am 2. April 1978 in derselben Stadt gegründet. Die Produktion wurde übernommen und zumindest bis 1980 fortgesetzt. Eine Broschüre von 1980 nennt Red Stallion Ltd. aus Lincoln, wobei deren Rolle nicht beschrieben wird. Special Editions wurde am 12. Juli 1979 in Industry in Kalifornien gegründet. Dieses Unternehmen war 1980 der dritte Hersteller der Marke Stallion. Eine Preisliste von August 1980 nennt Special Editions aus Industry, wobei deren Rolle unklar bleibt.
Die Autoren Harald H. Linz und Halwart Schrader geben in ihrer Enzyklopädie Die Internationale Automobil-Enzyklopädie an, dass Red Stallion Ltd. 1979 mit der Produktion begann, 1982 vom Millionär Henry William Herndon übernommen wurde und bis zu dessen Tod 1985 genau 78 Fahrzeuge produzierte. Danach habe Stallion Cars aus Deutschland die Produktion fortgesetzt.
Die Internetseite Kellison Stallion gibt den Produktionszeitraum mit 1976 bis 1980 und die Produktionszahl mit 117 Fahrzeugen an. Demnach war Red Stallion Ltd. nur die Vertriebsgesellschaft und Silver Classic Coach Craft der Hersteller. Silver Classic Coachcraft Inc. wurde erst am 7. Dezember 1977 in Lincoln in Kalifornien gegründet. Auf einer Unterseite der Internetseite steht dagegen, dass zunächst Eagle American Racing und später Red Stallion Ltd. der Hersteller gewesen sei. Es existiert eine Bauanleitung vom Oktober 1980, herausgegeben von Eagle American Racing aus Industry, wonach Silver Classic Coachcraft viel Geld in die Entwicklung des Fahrzeugs investiert hat.

## Fahrzeuge
Das einzige Modell war die Nachbildung des AC Cobra. Die Basis bildete ein Gitterrahmen. Darauf wurde eine offene zweisitzige Karosserie aus Kunststoff montiert. Verschiedene V8-Motoren von Ford mit wahlweise 4900 cm³ Hubraum oder 7000 cm³ Hubraum trieben die Fahrzeuge an.